# 刑事檢控科
刑事檢控科（英語：Prosecutions Division）隸屬於香港律政司，負責在審訊中代表香港特別行政區政府進行檢控和處理上訴。此外，亦向其他的香港政府部門及執法機關提供《香港法例》指引。
刑事檢控科屬下的政府律師，按職級稱為「高級檢控官」（簡稱「高檢」）或「檢控官」。

## 組織
- 刑事檢控科，由刑事檢控專員領導。
  - 分科一（裁判法院）–副刑事檢控專員
    - 第一組（裁判法院檢控、上訴及法律指引）
    - 第二組（海關案件）

  - 分科二（政策及政務）–副刑事檢控專員／人事主管
    - 刑事檢控專員辦公室
    - 部門檢控/人權
    - 犯罪得益
    - 政務

  - 分科三（上級法院）–副刑事檢控專員
    - 第一組（高等法院原訴法庭檢控、上訴及法律指引）
    - 第二組（區域法院檢控、上訴及法律指引）

  - 分科四（商業罪案）–副刑事檢控專員
    - 第一組（（商業罪行案件））
    - 第二組（廉政公署案件）
    - 第三組（嚴重詐騙案件）

  - 分科五 (科技罪行)–副刑事檢控專員
    - 第一組 科技犯罪檢控、法律指引
    - 第二組 檢討有關科技犯罪法例

## 歷史
2010年，刑事檢控科推出了一系統措施，銳意革新，措施包括重新組織及重新整理其架構，以提升效率；增加設立訟辯分科；設立《特快法律指引制度》，以便迅速處理比較簡單而直接的案件；安排檢控人員和相關的執法機關人員舉行案件覆檢會議，研究可以從選定的案件可以汲取的經驗及學習日後如何改善；與香港大律師公會及香港律師會為到新近取得資格的律師合作舉辦培育訓練計劃；及設立職員培訓組及開辦持續法律進修課程。
2013年4月10日，律政司在香港特別行政區立法會財務委員會特別會議上提交文件，指出刑事檢控科將會於該財政年度開設12個職位，當中包括4名高級政府律師，其中一名高級政府律師和一名政府律師將會專門負責處理前政務司司長許仕仁的案件。

## 首長
刑事檢控專員（英語：Director of Public Prosecutions，政權移交前為）為香港律政司刑事檢控科主管，於1979年創立，負責協助律政司司長執行刑事檢控。

### 歷任專員
1. 貝儀 David Boy QC（1979-1982）
2. 盧嘉士 Max Lucas QC（1982-1984）
3. 杜輝 Joseph Duffy QC（1984-1986）
4. 范達理 James Findlay QC（1986-1989）
5. 鄧建德 Anthony Duckett QC（署理，1989-1990）
6. 胡俊康 John Wood（1990-1994）
7. 阮雲道 Peter Nguyen QC（1994-1997）
8. 江樂士（英语：Grenville Cross） Ian Grenville Cross SC（1997-2009）[3]
9. 麥偉德（英语：Ian McWalters） Ian McWalters SC（2009-2011）
10. 薛偉成 Kevin Zervos SC（2011-2013）
11. 楊家雄（英语：Keith Yeung） Keith Yeung Kar-hung SC（2013年9月9日-2017年9月8日）
12. 梁卓然 David Leung Cheuk-yin SC（2017年12月29日－2020年12月31日）
13. 譚耀豪 SC（署理，2021年1月1日-2021年3月31日）
14. 楊美琪 Maggie Yang Mei-kei（署理，2021年4月1日-2021年8月12日）
15. 楊美琪 Maggie Yang Mei-kei（2021年8月13日－）

## 以刑事檢控科為題材的作品
- 《法網群英》（ATV，2009年）
- 《法網狙擊》（TVB，2012年）
- 《非常檢控觀》（TVB，待播映）